# Малые реки Ярославля

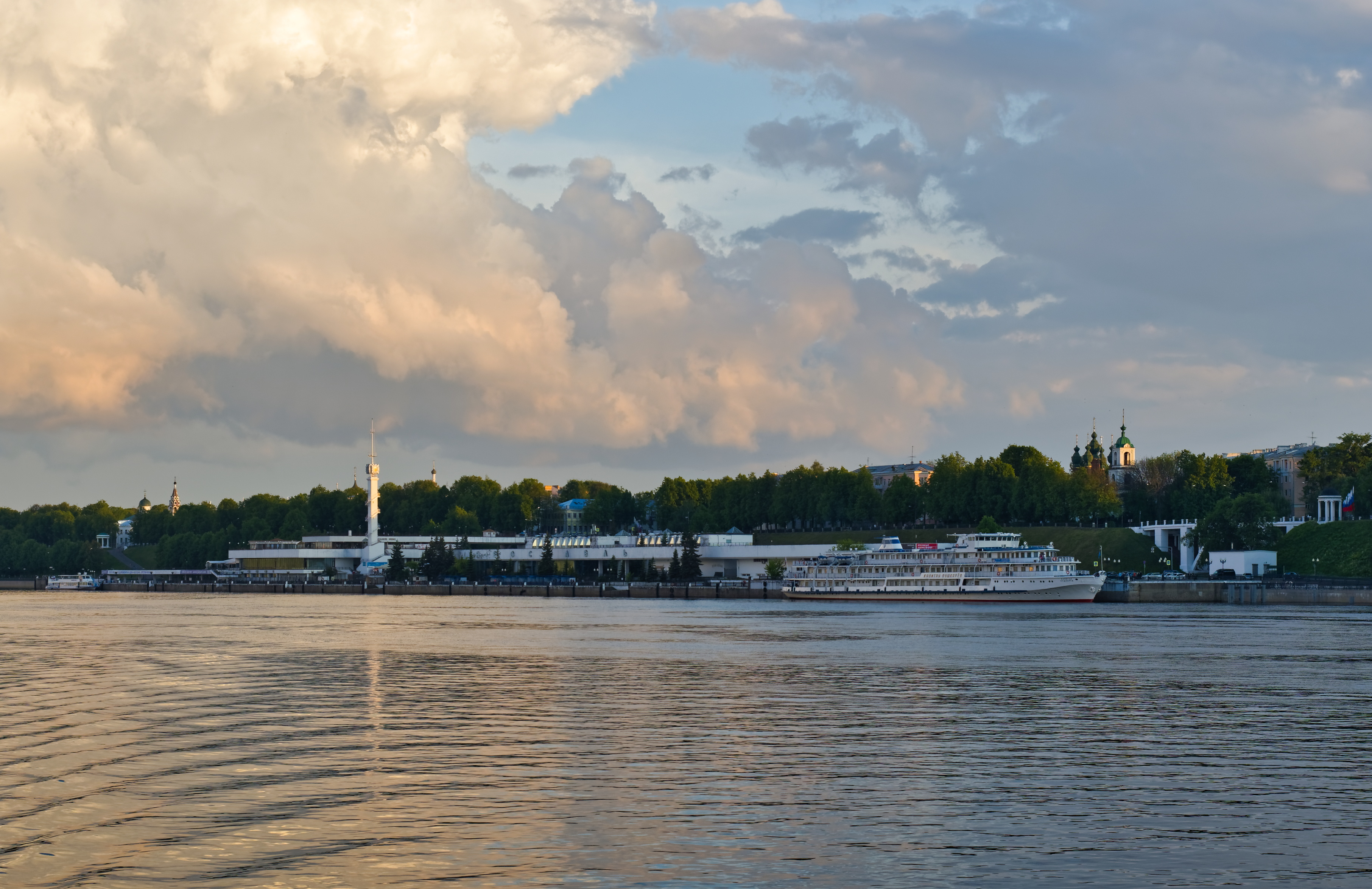
Волга — главная река Ярославля

Главными реками Ярославля являются Волга и её правый приток Которосль. В них впадает несколько речушек и ручьёв.

## Существующие
Бурчи́ха, или Бурчи́хинский ручей — правый приток Волги, протекает между посёлками Редковицыно и Парижская Коммуна, устье в 700 м севернее Юбилейного моста. Пересекает Тутаевское шоссе. Фактически превращён в сточную канаву. Вода имеет запах сероводорода.
Великая — правый приток Волги к югу от Ярославля, по ней частично проходит граница города с Ярославским районом.
Галка, или Верхняя Нора — правый приток Волги к северу от Норского, по ней проходит граница города с Ярославским районом.
Дядьков(ский) ручей, или Дуна́йка — правый приток Волги, самый длинный ручей в городе. Берёт начало у посёлка Нагорный, протекает через Новосёлки и Дядьково, устье около судостроительного завода. Упоминается с начала XVII века как Дятьковский ручей. Название Дунайка появилось в обиходе со времени побед Русской армии на Дунае в 1877 году. Дал название деревне Дядьково, позднее одноимённому жилому району Ярославля и пригородной железнодорожной станции Дунайка. В XVIII веке купец Свешников в устье ручья открыл серно-купоросный завод. В конце XIX — начале XX века рядом с устьем были устроены грузовые причалы, в том числе нефтеналивные; лесопильные и другие предприятия, к которым была подведена железнодорожная ветка от станции Ярославль-Город. В нижней части течения превращён в сточную канаву.
Ить — левый приток Волги, по ней проходит северная граница города с Ярославским районом.
Каварда́ковский, Купа́льн(-ый, -ичий, -ичный), Струбец, Ува́ровский, или Зеленцо́вский ручей — правый приток Которосли. Берёт начало из родников среди болотин у посёлка Новые Полянки, протекает через Петропавловский парк, около Толчкова спускается в Которосль по глубокому оврагу. До строительства железной дороги исток ручья был на западном склоне Поклонной горы. В языческие времена территория вокруг ручья служила местом купальных обрядов, празднеств и игрищ (кавардак — гулянье, веселье), о чём в конце XIX — начале XX века напоминал праздник солонины. В XVII—XVIII веках также назывался Струбец, в XVIII—XIX веках — Уваровский (рядом были владения графов Уваровых), с XIX века — Зеленцовский (по фамилии живших здесь домовладельцев). В начале XVII века в устье ручья было 3 запруды с мукомольными мельницами. В начале XVIII века купцами Затрапезновыми у ручья была основана Ярославская полотняная мануфактура — первое крупное предприятие Ярославля. На ручье был создан каскад прудов.
Кармановский ручей или Курма — левый приток Которосли, берёт начало у Осташинского кладбища и протекает через Кармановский посёлок.
Но́ра — правый приток Волги, берёт начало севернее Ярославля у деревни Калинино. Наиболее крупная и заметная среди малых рек Ярославля. В верхнем течении в Нору стекают стоки с городской свалки. Ниже по течению в черте города на берегах реки расположены СТ «Текстильщик-2», ЖК «Норские Резиденции» и древний посёлок Норское.
Стариковский или Пятовский ручей — левый приток Которосли, впадает в неё юго-западнее Кармановского посёлка. Истоки расположены у гаражей на западной окраине Пятёрки. Пересекает несколько железнодорожных веток.
 — правый приток Волги, впадает в неё в посёлке Павловском. Исток находится западнее Тутаевского шоссе.
Твороговский, Духовской или Красенский ручей — правый приток Которосли, протекает между посёлками Творогово и Починки. Исток находится у посёлка Забелицы.
Титовка — правый приток Которосли, впадает в неё в 250 м западнее Американского моста.
Толгоболка, То́лга, или Толгоболь — левый приток Волги. Дала название основанным на её берегах Толгскому монастырю, селу Толгоболь и посёлку Толга. В начале 1940-х, в ходе строительства насыпи для железнодорожных путей к запасному мосту через Волгу, Толгоболку разделили на две части: верхнюю часть (от западной окраины села Толгоболь) соединили каналом с речкой Прорвой, впадавшей в Волгу на 3 км выше устья Толгоболки, а нижняя часть стала отдельной речкой, сильно обмелевшей из-за сокращения стока.
У́рочь — левый приток Волги, впадает в неё около Октябрьского моста. Служила в XIX — начале XX века основным источником воды для жителей Тверицкой слободы. В то время каждую весну из Волги сюда на нерест поднимались щуки. Ранее исток Урочи был северо-восточнее села Яковлевского. В 1970-х часть русла была засыпана и на его месте проложен проспект Машиностроителей. Ныне река загрязнена стоками нефтепродуктов с очень оживлённой дороги и соседних заводов и бытовыми отходами. У реки располагалась одноимённая железнодорожная станция.
Шевелю́ха — левый приток Волги. Протекает в основном по дачным пригородам, дала имя одноимённому посёлку.

## Исчезнувшие

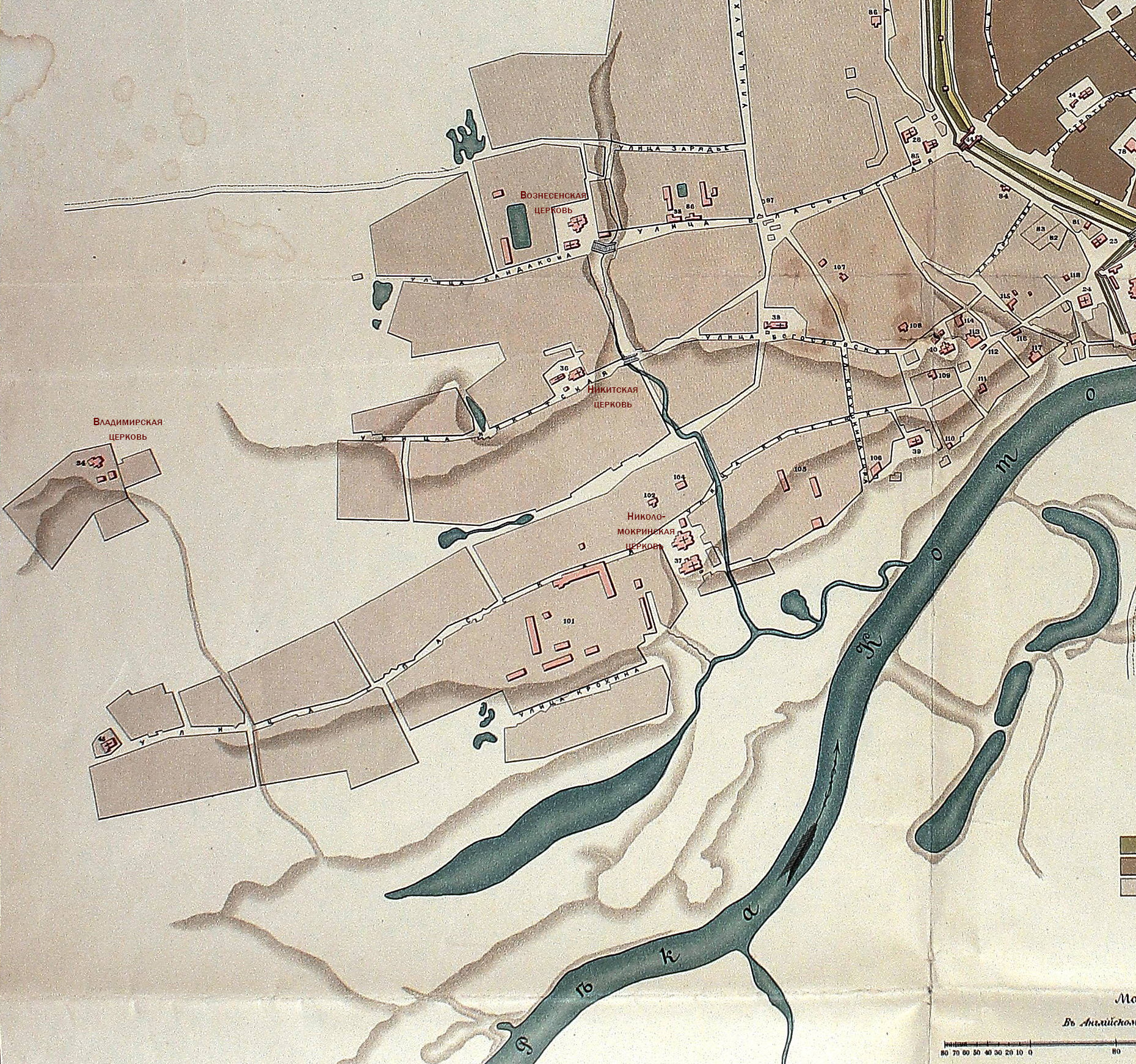
Колобин (слева) и Ершов (посредине) ручьи на плане Ярославля XVIII века

По различным подсчётам город поглотил 20-30 речек и ручьёв. Среди них наиболее известны следующие.
Ершо́в ручей — левый приток Которосли. Начинался на огородных землях посада к северу от улицы Зарядье, а по И. Ф. Барщевскому даже севернее современного проспекта Октября, что маловероятно. Вдоль него располагались слободы: Кондакова, Никитская и Торки, Спасская и Киселева. В начале XVIII века при перестройках в Спасской слободе были объединены овраги Ершова и соседнего Паутова ручья. В конце XVIII века согласно регулярному плану ручей был частично засыпан, образовав пруды и сточные канавы. Из-за вод Ершова ручья, текущих под землёй, покосились звонницы церквей Николы Мокрого и Никиты Мученика, разрушаются корпуса и общежития педагогического университета, Дом Иванова.
Колобин ручей, или Колодин великий проток — левый приток Которосли. Отмечен на плане 1769 года. У его истока располагалась слободка Семик вокруг убогого дома, протекал от верхней Угличской дороги через западную часть Загородья, пересекал Спасскую слободу, вероятно терялся на Государевом лугу в пойме Которосли. Устье шло приблизительно по современной улице Лисицына (бывшей Мышкинской).
Косо́й ручей — протекал в Коровницкой слободе. Упоминается только Барщевским.

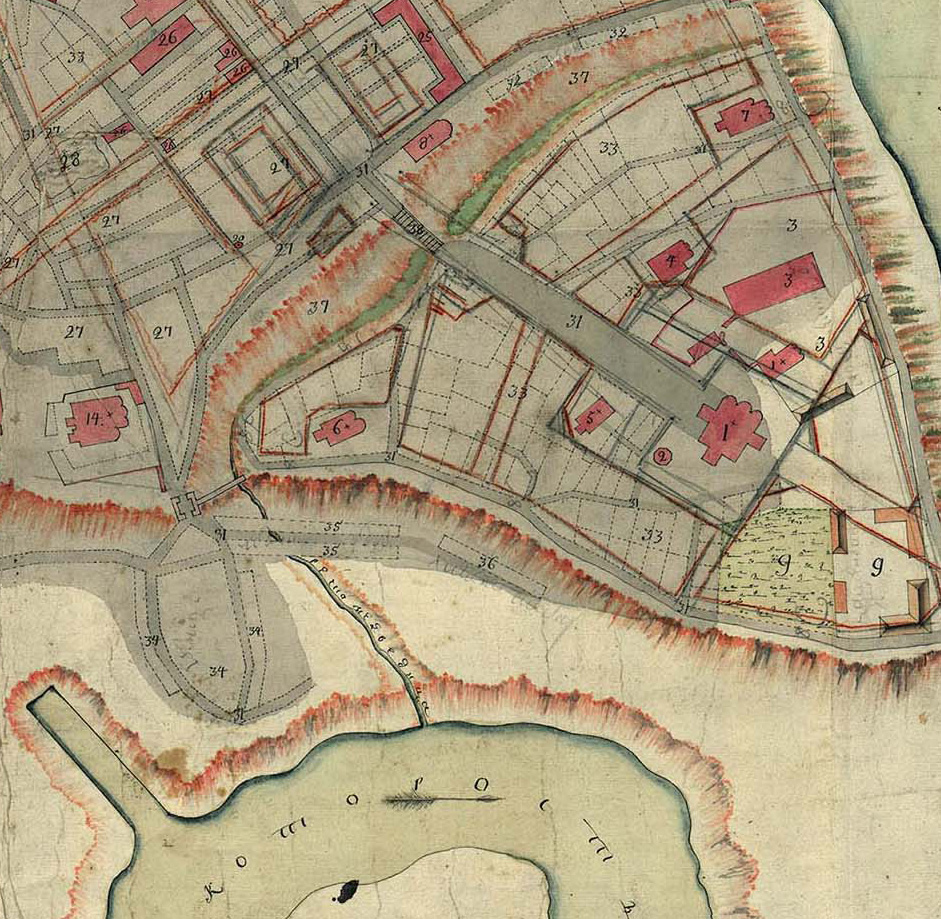
Речка Медведица на плане Ярославля 1768 года

Медве́дица — левый приток Которосли, протекала по Медведицкому оврагу. Исток находился около современного «Вечного огня». В бывшем её устье обнаружено поселение I тысячелетия до н. э. — Медведицкое городище, принадлежащее к дьяковской культуре. По легенде, именно на её берегу князь Ярослав Владимирович Мудрый «победил лютого зверя», подчинив тем самым жителей языческого поселения Медвежий угол своей власти, после чего распорядился строить Ярославль. Долгое время Медведица отделяла Рубленый город (кремль) от Земляного города (посада), но уже в XVIII веке упоминается как сухой ров, а затем вовсе была засыпана. «Наклонила» колокольню Николо-Рубленской церкви, вызывает трещины на стенах соседних домов и сырость в их подвалах.
Нете́ча — левый приток Которосли, впадала в неё за Богоявленской площадью. Начиналась у Казанского монастыря. После вырубки прибрежной растительности сильно обмелела, затем её русло стало свалкой мусора, а после было вовсе закопано. Здания, расположенные на бывшем её русле, сильно от этого страдают. Волковский театр несколько раз перестраивали и капитально ремонтировали, при реконструкции в 1960-х годах была построена вентиляционная камера для просушки фундамента, но вместо этого, она перегородила бывшее русло Нетечи — образовался подземный водоём под одним из углов здания. Кафе «Европа» обвалилось — его фундамент был разрушен, возведение на его месте нового здания растянулось на 15 лет в связи с проблемами при строительстве. У Богоявленской церкви накренилась колокольня. По речке была названа находившаяся здесь слобода, а затем улица (ныне начало улицы Собинова).